# Александар Драгічевич
Александар Драгічевич (Aleksandar Dragičević ) — боснійський дипломат. Надзвичайний і Повноважний Посол Боснії і Герцеговини в Україні за сумісництвом.

## Життєпис
Народився 12 червня 1959 року в місті Баня-Лука. У 1984 році закінчив юридичний факультет Університету в Бані-Луці. Дипломатична підготовка у Вашингтоні (1999). Проходив дипломатичну підготовку в Міністерстві закордонних справ Єгипту в Каїрі (2002).
Жовтень 1986 — квітень 1992 — незалежний експерт Департаменту соціальних послуг Муніципальної влади міста Велика Кладуша.
Березень 1996 — жовтень 1998 — інспектор державної служби безпеки Міністерства внутрішніх справ Сербії.
З жовтня 1998 — другий секретар, начальник відділу, начальник відділу міжнародних відносин Міністерства закордонних справ Боснії і Герцеговини.
Генеральний консул Боснії і Герцеговини в Італії, посол Боснії і Герцеговини в Хорватії та в Об'єднаних Арабських Еміратах.
Посол Боснії і Герцеговини в Угорщині та в Україні за сумісництвом.
20 грудня 2016 року — вручив вірчі грамоти Президенту України Петру Порошенку